# Іван VII Іванович
Іван VII Іванович (рос. Иван Иванович; 1496 — 1533/1534) — останній великий князь рязанський у 1500—1521 роках.

## Життєпис
Син Івана VI, великого князя Рязанського, і княгині Аграфени Василівни Бабич. Народився 1496 року. 1500 року після смерті батька успадкував владу, проте фактично керувала його мати, що стала піклувальницею (регентшею).
Становище великого князівства Рязанського погіршилося, коли 1503 року після смерті стрийка Федора Васильовича відповідно до його заповіту міста Стара Рязань, Тула і Перевитськ відійшли до Великого князівства Московського. 1508 року за «вічним миром» між Литвою і Московю велике князівство Рязанське визначалося як залежне від великого князя московського, а Іванові VII фактично заборонялися самостійні дипломатичні дії. Втім дипломатія регентши призвела до того, що лише у 1509 році московити фактично приєднали Перевитськ, Стару Рязань і Тулу.
Втім поступово політика регентши викликало занепокоєння Івана Івановича та його почту. У 1515 або 1516 року від відсторонив мати від влади. З цього часу поступово став шукати союзників для протидії намірам Василя III, великого князя Московського, загарбати рязанське князівство (воно залишилося єдиним з удільних).
Між 1517 та 1519 роками розпочав перемовини з кримським ханом Мехмед I Ґераєм щодо спільних дії проти Москви. Для зміцнення договору Іван VII пропонував одружитися з донькою хана. Втім про це стало відомо у Москві, й Василь III запросив великого князя Рязанського до себе на перемовини. Під впливом свого боярина Семена Крубина прибув до Москви, де був ув'язнений. Втім того ж року підчас вторгнення Мехмед I Ґерая до Московщини Іван Іванович зумів втекти. Але спроби відновитися на троні виявилися марними.
Тоді він втік до великого князівства Литовського, де отримав у володіння місто Стоклішки в Троцькому воєводстві. До кінця життя вів перемовини з кримським ханом щодо спільних дій з відвоювання Рязанщини. Але помер у 1533/1534 році в розпал перемовин.